# Jelsa (Norvège)
Pour les articles homonymes, voir Jelsa (homonymie).
Jelsa est un village de la commune de Suldal, dans le comté de Rogaland, en Norvège. Le village est situé le long de la partie intérieure du Boknafjord, près des embouchures du Sandsfjorden et du Erfjorden. Le village possède une école, un magasin général, une station-service et quelques petits magasins. Il y avait une usine de barils jusqu’à sa fermeture en 2009. L’église de Jelsa est située dans ce village.
Le village était le centre administratif de l’ancienne commune de Jelsa, qui existait de 1838 à 1965.
Le village se trouve le long de la route départementale norvégienne 517, et c’est un arrêt régulier de ferry sur la route maritime de Nedstrand à Hebnes, Foldøy et Jelsa.